# Frantz Gotthard Howitz
 Ikke at forveksle med dennes nevø, lægen Frantz Howitz 1828-1912
Frantz Gotthard Howitz (født 25. december 1789, død 3. april 1826) var en dansk læge.
Han lagde navn til den såkaldte Howitz-strid eller Howitzfejden i 1824-25 om, hvorvidt en anklaget kunne være tilregnelig i medicinsk forstand.
Howitz var søn af daværende stadsmægler, senere købmand og postekspeditør i Vestindien, Johann Heinrich Howitz (død i Lübeck) og Øllegård Christiane født Kreutzfeldt. Han blev født i København.

## Uddannelse
Ved hans faders økonomiske ruin blev hans påbegyndte uddannelse vanskeliggjort, men hans begavelse og energi overvandt alle hindringer, og han dimitteredes fra Metropolitanskolen 1807; kort forinden og altså endnu som skolediscipel havde han deltaget i hovedstadens forsvar i studenternes rækker. Efter at være blevet indkaldt til Examen philosophicum eller Anden Eksamen det følgende år kastede han sig som kommunitetsstipendiat   og alumnus på Elers Kollegium over studiet af lægevidenskaben, og 1812 kunne han, skønt hæmmet af sygdom, underkaste sig den medicinske eksamen, hvorefter han fungerede som medicinsk kandidat ved Frederiks Hospital og samtidig som distriktslæge i København.
I 1813 fik han universitetets guldmedalje, 1814 erhvervede han sig licentiat-, 1815 doktorgraden i medicinen. Samme år fik han det Cappelske rejsestipendium samt anden understøttelse og foretog en tre-årig studierejse i selskab med den lovende, men tidlig afdøde lic. med. R. E. Bruun, til dels også med Joakim Frederik Schouw. Han gennemrejste hele Tyskland, Schweiz, Italien, Frankrig og England, dvælede i længere tid overalt, hvor han kunne høste lønnende udbytte for sin videnskab og sin hele udvikling, og vendte 1818 tilbage til København beriget med udstrakte kundskaber, nye tanker og impulser ligesom også væsentlig styrket i sit bestandig noget svagelige helbred.
I København ventede ham en fremskudt og betydningsfuld virksomhed, idet han efter Ole Hieronymus Mynsters død i 1819 blev udnævnt til professor ekstraordinarius i farmakologi og retsmedicin, samme år tillige til læge ved Tugt-, Rasp- og Forbedringshuset på Christianshavn. Hans fremragende evner kom i denne lærervirksomhed til frugtbar udfoldelse; ved sit klare og dygtige foredrag, sin levende videnskabelige interesse og sin velvilje blev han snart højt skattet af de studerende.
Også litterært var han meget virksom. En større afhandling i Bibliothek for Læger 1821 om de nye engelske feberhospitaler og disses fortrinlige hygiejniske indretning bar straks vigtig praktisk frugt, idet Johan Daniel Herholdt til dels derfra fik sine impulser til reformer på Frederiks Hospitals sygestuer. Ligeledes optrådte Howitz hyppigt og med fremragende stilistisk talent som en livlig, overlegen og skarp recensent, anmelder af andres arbejder, hvorved han også blev indviklet i polemik.

## Den såkaldte Howitzfejde om afsindighed og tilregnelighed
En endnu langt mere omfattende og brydsom polemik, der tillige gjorde ham særlig bekendt i vide kredse for samtid og eftertid, lagde senere stærkt beslag på hans evner og kræfter.
Efter at han 1821 var blevet medlem af Sundhedskollegiet  der var blevet oprettet i 1803, og ved sin stilling som professor i retsmedicin var blevet ført særlig ind på undersøgelser af det vanskelige tilregnelighedsspørgsmål, gav han i 1822 en meddelelse herom i Det Medicinske Selskab og offentliggjorde 1824 i Anders Sandøe Ørsteds Juridisk Tidsskrift en større afhandling: «Om Afsindighed og Tilregnelse, et bidrag til psykologien og Retslæren», hvori han fører spørgsmålet over på det almindelige filosofiske område og med udgangspunkter fra Spinoza og Hume hævder en ren naturalistisk opfattelse; han afviser Kants frihedsteori og ser viljeslivet fysio-psykologisk betinget af de naturlige anlæg og således bestemt ved en naturnødvendighed, idet han dog samtidig søger at vise, at en sådan materialistisk determinisme vel kan forenes med en etisk betragtning.
I en lignende naturalistisk retning argumenterede han i en samtidig lille populær afhandling i «Nyt Aftenblad» om «Spøgeri og Syner, betragtet som virkninger af legemlig Sygdom». Hans revolutionære betragtningsmåde af viljeslivet vakte ikke blot overordentlig opsigt og en udbredt misstemning, men fremkaldte også udførlige modskrifter, først og fremmest fra Ørsteds og J. P. Mynsters side, medens Frederik Christian Sibbern optrådte mere medierende. Howitz svarede sine modstandere i et stridsskrift: «Determinismen eller Hume mod Kant», hvis provokerende tone fremkaldte nye, skarpe protestafhandlinger fra Ørsted, Mynster og Peder Hjort, ligesom også et mere moderat indlæg fra Johan Ludvig Heiberg; en enkelt forfatter, litteraten Johannes Christian Lange, en nær barndomsven af Howitz, optrådte til forsvar for denne, og Howitz svarede selv på ny med et «Ultimatum angående determinismen og etatsråd Ørsteds fortsatte Bemærkninger om samme» (1825).

## Trods Mynsters kritik: et pænt eftermæle
Howitzs heftigste modstander var Mynster, der omtaler sine for øvrigt oprindelig anonyme indlæg i sin levnedsskildring og endnu her, mange år efter Howitzs død, med uformindsket indignation betegner sin modstander som en i sin litterære færd meget overfladisk, ja endog letfærdig person, der kun havde bladet lidt i «Systéme de la nature» og i Spinozas skrifter – en dom, der dog ikke finder sin objektive begrundelse i de pågældende skrifters indhold.
Da Howitz kort efter stridens afslutning døde, 3. april 1826, idet hans svagelige legeme bukkede under for en snigende underlivs- og lungelidelse, udtales der også fra alle sider en dom om ham, der står i stærk modsætning til Mynsters, og han får det mest anerkendende eftermæle på prosa og på vers. 
 Selve Johan Ludvig Heiberg helligede sit skønne digt «Livet og Døden» (i «Nyt Aftenblad») til mindet om den for tidligt bortgangne og fremhæver ham som den, der altid ærligt og alvorligt stræbte efter klarhed.
1823 havde han ægtet Juliane Elisabeth Branner, datter af proprietær Johan Jacob Branner, ejer af Jonstrup. Nogle måneder før sin død udnævntes han til reserveaccouchør, fødselslæge ved Fødselsstiftelsen og læge ved Plejestiftelsen og flyttede ind i sin embedsbolig, netop som den dødelige sygdom begyndte.
Bibliothek for Læger VII, 134 ff.
Telegrafen V (1826), S. 519 ff.
Thomas Hansen Erslew: Forfatter-Lexicon
Smith og Bladt: Den danske Lægestand, 4. Udg.
P. Hansen: Illustreret dansk Litteraturhistorie. II, 632 f.